# 1050
1050 (ML) fue un año común comenzado en lunes del calendario juliano.
Es el año 1050 de la era común y del anno Domini, el año 50 del segundo milenio y del siglo XI, y el primer año de la década de 1050.

## Acontecimientos
- Concilio de Coyanza.

## Nacimientos
- 11 de noviembre: Enrique IV del Sacro Imperio Romano Germánico.

## Fallecimientos
- Zoe Porfirogénita, emperatriz del Imperio bizantino.
- Guido d'Arezzo, inventor de las notas musicales